# Gregório Aráoz Alfaro
Gregório Aráoz Alfaro (São Miguel de Tucumã, 8 de junho de 1870 — Buenos Aires, 26 de agosto de 1955) foi um médico argentino.

## Obras
- El libro de las madres
- Meningitis cerebro-espinal
- Tuberculosis larvada y tuberculodiagnosis
- Estudios clínicos sobre tuberculosis
- Tratado de semiología y clínica propedéutica
- Crónicas y estampas del pasado
- Semblanzas y apologías de grandes médicos
- Educación política